# Montpellier-Zistrose
Die Montpellier-Zistrose (Cistus monspeliensis) ist eine Pflanzenart aus der Gattung der Zistrosen (Cistus) in der Familie der Zistrosengewächse (Cistaceae).
Veraltete Namen sind Französische Zistrose oder Gallische Zistrose.

## Beschreibung

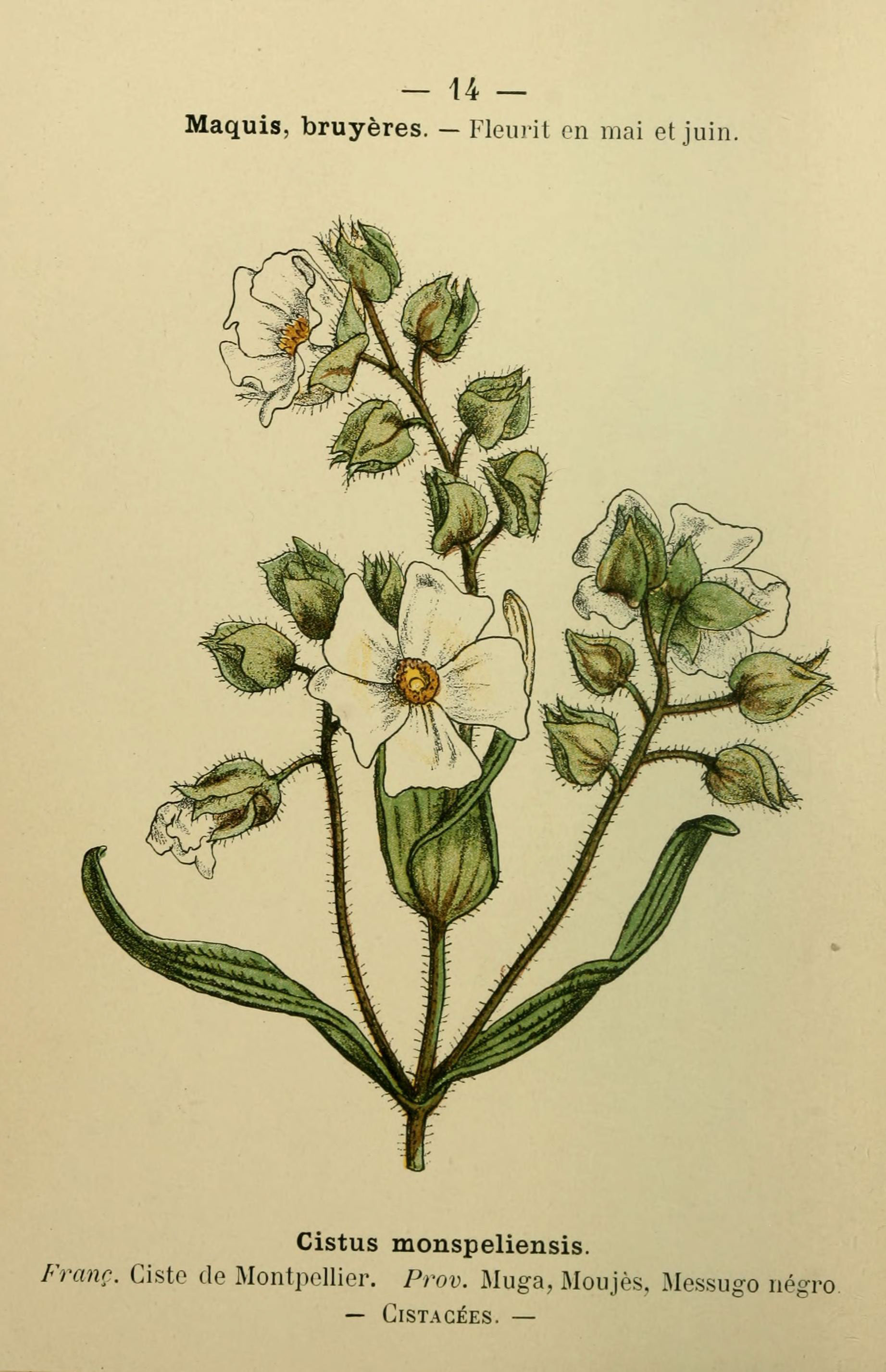
Illustration

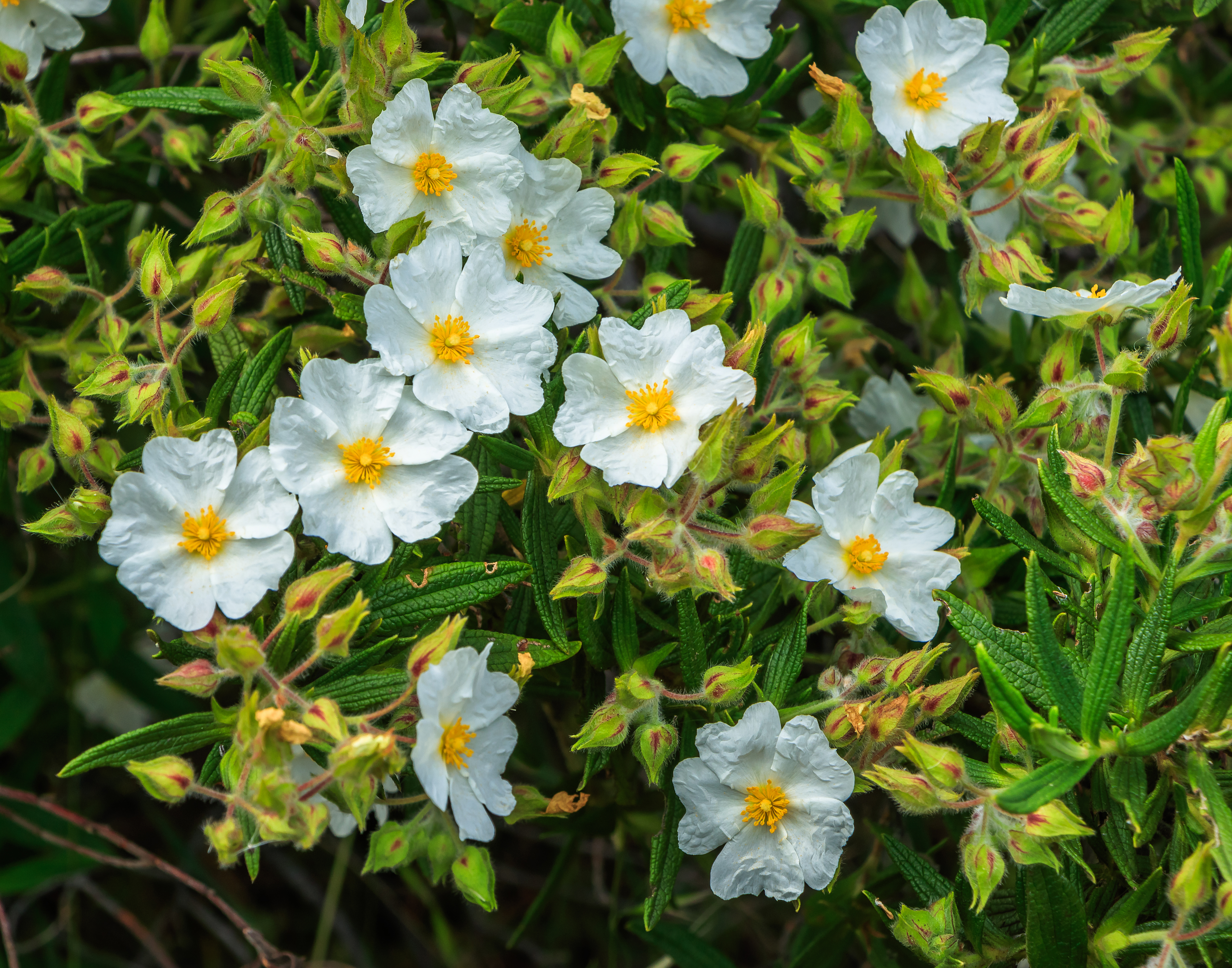
Montpellier-Zistrose (Cistus monspeliensis)

### Vegetative Merkmale
Die Montpellier-Zistrose ist ein stark aromatisch duftender Strauch von 60 bis 120 (bis 180) Zentimetern Wuchshöhe.
Die kreuzgegenständig angeordneten, sitzenden Laubblätter sind 2 bis 6 Zentimeter lang und lineal-lanzettlich. Die Blattränder sind stark nach unten gerollt. Die Blattoberseite ist dunkelgrün und spärlich behaart, die -unterseite ist heller und dicht sternhaarig.

### Generative Merkmale
Der Blütenstand ist einseitswendig mit zwei bis acht Blüten. Die Blütenstiele sind stark klebrig-drüsig. (Vgl. Ladanum).
Die Blüten besitzen einen Durchmesser von 2 bis 3 Zentimetern. Die fünf Kelchblätter sind rot geadert, die äußeren gegenüber den inneren etwas vergrößert. Die fünf Kronblätter sind weiß und leicht ausgerandet. Die zahlreichen Staubblätter sind gelb.
Es werden kleine und vielsamige Kapselfrüchte mit beständigem Kelch gebildet.
Die Chromosomenzahl beträgt 2n= 18.

## Ökologie
Die Blütezeit reicht von April bis Juni. Die Blüten sind sehr kurzlebig, aber dies wird von der allgemeinen Blütenfülle ausgeglichen. Die Montpellier-Zistrose hat die Eigenschaft, dass sie sich nach den häufig aufkommenden Waldbränden wieder erholen kann. Nach dem Blattfall erscheint bereits die nächste Blattgeneration, woraus ein immergrünes Erscheinungsbild resultiert.

## Vorkommen
Die Montpellier-Zistrose ist ein west- und zentralmediterranes Florenelement. Sie kommt westwärts bis zu den Kanaren und Madeira vor und nach Osten bis zur Ägäisküste des festländischen Griechenlands mit lokalen Außenposten auf Naxos und Kreta, der türkischen Ägäisküste und auf Zypern. Im US-amerikanischen Bundesstaat Kalifornien und im australischen Bundesstaat Victoria ist sie ein eingebürgerter Neophyt.
Die Montpellier-Zistrose kommt in Wald- und Macchien-Verlichtungen und in mediterranen Zwergstrauchweiden der tieferen bis mittleren Höhenlagen vor und ist dort oft bestandsbildend. Auf den Kanaren siedelt sie in der Kiefernwaldstufe. Sie wächst meist auf schwach sauren, nährstoffarmen Böden.

## Taxonomie
Die Erstveröffentlichung von Cistus monspeliensis erfolgte 1753 durch Carl von Linné in Species Plantarum. Innerhalb der Gattung Cistus wird sie in die Untergattung Leucocistus und die Sektion Ledonia gestellt.

## Nutzung
Die Art ist seit 1656 in Kultur.